# Lučany nad Nisou (železniční zastávka)
Lučany nad Nisou jsou železniční zastávka nedaleko centra stejnojmenného města v Česku v Libereckém kraji. Zastávka leží v km 19,250 trati Liberec–Harrachov. Nachází se v nadmořské výšce 606 m n. m. Zastávka je zařazena do integrovaného dopravního systému IDOL.

## Historie
Původní dopravna byla otevřena v těsné blízkosti Smržovského tunelu v podobě tříkolejné stanice dne 15. června 1894 jako koncová, o několik měsíců později byl zahájen provoz na prodloužené trati směr Smržovka a Tanvald. Dopravnu vlastnily SNDVB. Tato dopravna se nacházela od současné zastávky o 300 metrů dále ve směru Smržovka. Za druhé světové války (1938–1945) nesla zastávka název Wiesenthal (Neisse) a po válce se přejmenovala na český současný název Lučany nad Nisou. V průběhu let zde došlo k několika redukcím, od roku 1947 se jednalo pouze o zastávku s nákladištěm.
Během rekonstrukce trati v letech 2014–2015 byla zastávka přesunuta blíže k centru města a nákladiště bylo zrušeno. Dále byl na zastávce nainstalován informační systém INISS, dálkově řízený ze stanice Liberec.

## Popis
Zastávka se skládá z nástupiště tvořeného zámkovou dlažbou, které je dlouhé 80 metrů, a plechového přístřešku pro cestující. Nástupiště doplňuje mobiliář v podobě označení zastávky, vitríny na jízdní řády a několika nízkých lamp. Celou zastávku lemuje modré zábradlí.
Přístup na zastávku je bezbariérový a vybavení čítá i vodicí linii pro zrakově postižené. Zastávka nezajišťuje odbavení cestujících, odbavení se provádí ve vlaku.

### Původní zastávka
Dnes již nevyužívaná budova původní zastávky stojí stále na svém místě. Budova se skládá ze dvou hlavních částí. První část, s bývalou dopravní kanceláří, je přízemní a doplňuje ji přístřešek pro cestující, druhá, obytná část, je vícepatrová. Nástupiště této zastávky bylo sypané. Součástí byl i sklad s rampou u nákladiště, toalety a kůlna.